# Slapt-get
Slapt-get – wzorowany na Debianowym Apt-gecie menadżer pakietów dla systemu Slackware. Program został napisany i jest rozwijany przez programistę Jasona Woodwarda, a został udostępniony na licencji GNU General Public License. Nakładką graficzną na Slapt-get jest Gslapt. 

## Linki zewnętrzne

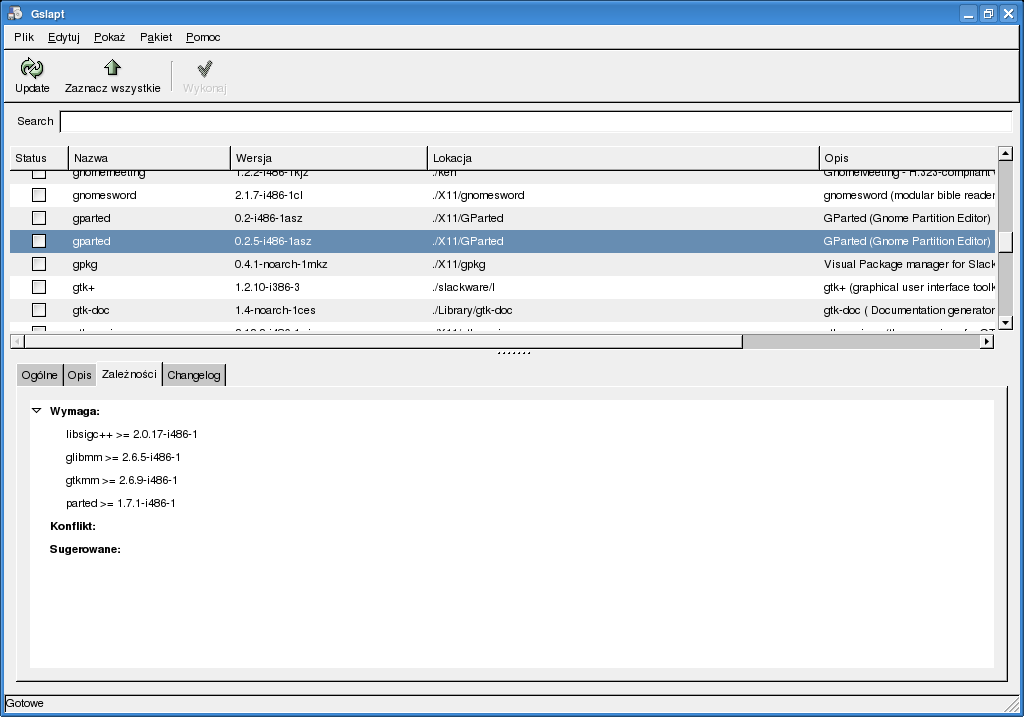
Okno programu Gslapt